# فالس (تیرول)
فالس (به آلمانی: Vals) یک منطقهٔ مسکونی در اتریش است که در اینسبروک لند واقع شده‌است. فالس ۴۸٫۷ کیلومتر مربع مساحت دارد ۱٬۱۲۹ متر بالاتر از سطح دریا واقع شده‌است.